# Ryan Potter
Ryan Potter (Portland, 12 september 1995) is een Amerikaans acteur.
Potter werd geboren in Portland maar bracht zijn eerste levensjaren door in Tokio. Zijn vader is van Japanse afkomst en zijn achternaam heeft hij van zijn moeder. Potter sprak als eerste taal Japans en vervolgens Engels. Hij verhuisde op zevenjarige leeftijd weer terug naar de Verenigde Staten. Potter beoefende in zijn jeugd de vechtkunst-sporten. In 2010 begon hij met zijn acteercarrière, toen hij vijftien jaar oud was, met de televisieserie Supah Ninjas in de rol van Mike Fukanaga. In 2014 sprak Potter de originele stem in van de Marvel-personage Hiro Hamada, die de hoofdrol speelt in de 54e Walt Disney Animation Studios-film Big Hero 6. Later sprak hij de stem van Hiro Hamada in voor het computerspel Disney Infinity: Marvel Super Heroes in 2014, 56 afleveringen van de televisieserie Big Hero 6: The Series van 2017 t/m 2021 en zes afleveringen van de televisieserie Baymax! in 2022 voor Disney+. Hij speelt sinds 2018 ook het personage Gar Logan / Beast Boy in de televisieserie Titans.

## Filmografie
- Bibsys: 9043405
- Gemeinsame Normdatei: 1306343143
- International Standard Name Identifier: 0000 0004 4626 7288
- Library of Congress Control Number: no2015026537
- Nederlandse Thesaurus van Auteursnamen: 434136956
- Virtual International Authority File: 12658586
- WorldCat: E39PBJfcKvBpbyhhkYW3GBJv73